# Drama Club : option théâtre
Drama Club : option théâtre (Drama Club) est une série télévisée de documentaire parodique américaine en 10 épisodes de 22 minutes, créée par Monica Sherer et Madeline Whitby et diffusée entre le 21 mars 2021 et le 22 mai 2021 sur le réseau Nickelodeon.
En France, la série sera diffusée à partir du 2 mai 2022 sur Nickelodeon.

## Synopsis
Le club de théâtre du collège de Tookus est dirigée par la collégienne Mack qui est ravi de prendre en charge la nouvelle comédie musicale. Elle compte avec les membres mettre leur club sous les feux des projecteurs. Cependant, après que leur chorégraphe ait subi une blessure, Mack et les collégiens ont réalisés qu'ils avaient besoin d'aide d'une star de football.

## Distribution
- Telci Huynh : Mack
- Nathan Janak : Oliver
- Lili Brennan : Darcy
- Kensington Tallman  : Bianca
- Chase Vacnin : Bench
- Artyon Celestine : Skip

- John Milhiser (en) : Sniffet
- Neska Rose : Gertie
- Reyn Doi : Kurtis
- Ithmar Enriquez : Gibbins
- Marcus Folmar : Cobbler
- Pilot Bunch : Colin

## Production
La première mondiale a eu lieu sur l'application Nick et Nick.com le 13 mars 2021, et sur Nickelodeon le 20 mars 2021.

### Fiche technique
- Titre original : Drama Club
- Titre français : Drama Club : option théâtre
- Création : Monica Sherer, Madeline Whitby
- Réalisation : Eric Falconer
- Musique : Jamie Jackson

- Direction artistique : Erin Eskila
- Décors : Eric Liebrecht
- Costumes : Jordy Scheinberg
- Son : Rob Embrey
- Montage : Adam Beamer, Matthew Diezel
- Casting : Nickole Doro, Shayna Sherwood
- Production : Don Dunn
- Sociétés de production : AwesomenessTV, Nickelodeon Productions, CBS Studios
- Sociétés de distribution : Nickelodeon, CBS Media Ventures
- Pays d'origine :   États-Unis
- Langue originale : Anglais
- Format : Couleur - HDTV 1080i - 16:9 - Stéréo
- Genre : Comédie, Mockumentaire
- Nombre de saisons : 1
- Nombre d'épisodes : 10
- Durée : 22 minutes
- Dates de première diffusion :
  - Royaume-Uni : 21 mars 2021
  - France : 22 mai 2022

## Épisodes
1. Coup de théâtre au club de théâtre (Drama in the Drama Club)
2. La transformation de Bench (Build A Bench)
3. Pas de téléphone à Tookus (Phoneless in Tookus)
4. Le poncho porte-bonheur (Luck Be a Poncho Tonight)
5. L'heure de gloire de Sniffet (15 Sniffets of Fame)
6. S.A.D. (S.A.D)
7. Les Slumber Games (Slumber Games)
8. La fantôme de l'Auditorium Farth (The Phantom of Farth Auditorium)
9. Répétition générale (Stress Rehearsal)
10. Le spectacle va peut-être continuer (The Show Might Go On)